# Rico Schmitt
Rico Schmitt (* 27. September 1968 in Karl-Marx-Stadt, heute Chemnitz) ist ein deutscher Fußballtrainer.

## Aktiver Spieler
Rico Schmitt begann seine Laufbahn 1975 als Siebenjähriger beim damaligen Erstligisten FC Karl-Marx-Stadt und durchlief alle Altersklassen des Leistungszentrums, später parallel auch als Schüler an der Kinder- und Jugendsportschule im heutigen Chemnitz. Schon als Nachwuchsspieler galt Rico Schmitt als Führungspersönlichkeit, war Kapitän der DDR-Juniorenauswahl. Mit der Juniorenoberligaelf des FCK gewann er 1985/86 die DDR-Juniorenmeisterschaft.
1988 wechselte er zum Zweitligisten KKW Greifswald. Als nach der politischen Wende die talentiertesten Spieler seines Jahrgangs, darunter Dariusz Wosz, René Tretschok und Hendrik Herzog, Probetrainings bei Bundesligisten absolvierten beziehungsweise dort Verträge unterschrieben, musste Rico Schmitt seine Laufbahn als Leistungssportler wegen eines Kreuzbandrisses beenden. Erst 1993 kehrte er auf Kreisebene auf den Fußballplatz zurück.

## Trainerausbildung
Nach dem Ende seiner aktiven Laufbahn als Profifußballer wegen einer schweren Knieverletzung fungierte Schmitt als Trainer. 1995 legte er die Jugendbetreuerlizenz des SFV ab, erwarb 1996 die B-Lizenz in Leipzig und 2000 die A-Lizenz des DFB in Hennef. 2005 nahm Rico Schmitt an der Sporthochschule Köln erfolgreich am 50. DFB-Lehrgang zum Fußball-Lehrer teil. Als Thema der lehrpraktischen Prüfung hatte Rico Schmitt „Training eines sicheren, ruhigen Aufbauspiels“ gewählt. Die Fächer „Fußball-Theorie“, „Fußball-Praxis“ und „Psychologie“ sind dabei besonders hervorzuheben.

## Trainerstationen

### Altchemnitzer BSC
Von 1998 bis 2001 war Rico Schmitt als Spielertrainer beim Altchemnitzer BSC tätig, schaffte an der Seite seines Bruders Rene mit dem Verein vier Aufstiege hintereinander von der Kreisklasse bis in die Landesliga.

### VfB Chemnitz
Von 2001 bis 2004 trug Rico Schmitt die sportliche Verantwortung in der Landesliga Sachsen bzw. in der NOFV-Oberliga Süd. Insolvenz und mäßige Rahmenbedingungen gestalteten die Arbeit schwierig. Rico Schmitt half als Abteilungsleiter Fußball aus, führte vorübergehend die Geschäfte und kümmerte sich parallel zur Entwicklung und Förderung von Talenten um die Marketingaktivitäten des VfB inklusive Logoentwicklung.

### FC Erzgebirge Aue
Im Sommer 2005 wurde Rico Schmitt von den damaligen Verantwortlichen Gerd Schädlich und Günter Boroczinski ins Lößnitztal geholt, er fungierte zunächst als Nachwuchsleiter und Honorartrainer an der Eliteschule des Fußballs. 2007 übernahm er die Verantwortung für die U23 des FC Erzgebirge, führte das junge Team ins Landespokalendspiel und von der Landesliga in die NOFV-Oberliga. 2009 sprach die Vereinsführung dem bisherigen Co-Trainer der Profimannschaft das Vertrauen als Alleinverantwortlichen aus, Rico Schmitt schaffte in seiner ersten Saison als „Chef“ den Aufstieg in die 2. Bundesliga und sorgte mit seiner Auer Mannschaft als Herbstmeister für Furore. Lange spielte der Club aus dem kleinsten Standort des deutschen Profifußballs 2010/2011 um den Aufstieg in die Bundesliga mit, am Ende stand ein 5. Platz zu Buche – es ist bis heute die beste Saison des FC Erzgebirge in der Vereinshistorie. Am 21. Februar 2012 trennten sich die Wege des FCE und Rico Schmitts nach sieben Jahren.

### Kickers Offenbach
Im Februar 2013 trat Rico Schmitt als Trainer die Nachfolge von Arie van Lent an und schaffte sportlich den Klassenerhalt in der 3. Liga. Der Lizenzentzug führte jedoch zum Zwangsabstieg. In der Regionalliga Süd-West baute Rico Schmitt als Cheftrainer und Sportlicher Leiter in Personalunion im Sommer 2013 eine neue Mannschaft auf. Die anschließende Saison nutzte Offenbach zur Konsolidierung, um im Jahr darauf anzugreifen. 2014/2015 holten die Kickers als Staffelsieger den Meistertitel der Regionalliga und spielten in der Relegation um den Aufstieg in die 3. Liga, musste sich knapp dem 1. FC Magdeburg geschlagen geben. Schmitts Team wurde in dieser Zeit Hessenpokalsieger und erzielte Achtungserfolge im DFB-Pokal gegen Ingolstadt und Karlsruhe. Im Januar 2016 wurde die Trennung nach drei Jahren vollzogen.

### Hallescher FC
Im April 2016 trat Rico Schmitt früher als geplant den Posten des Cheftrainers beim Drittligisten Hallescher FC an. Weil der Club akut abstiegsgefährdet war, bat die Vereinsführung den ab Juli unter Vertrag genommenen Fußball-Lehrer, bereits mitten in der Serie sein Amt anzutreten. Schmitt schaffte den Klassenerhalt und führte das HFC-Team mit einem Erfolg im Landespokalfinale in den DFB-Pokal 2016/17. Dort schaffte der Drittligist in der ersten Runde eine Überraschung mit dem Sieg gegen den 1. FC Kaiserslautern und scheiterte erst am Bundesligisten Hamburger SV. Der Hallesche FC spielte unter dem Trainer Schmitt die beste Serie seit Zugehörigkeit zur 3. Liga, überwinterte auf Rang vier und war als einzige ungeschlagene Mannschaft vor eigener Kulisse bei Saisonhalbzeit bestes Heimteam. Nach Ende der Saison 2017/18 wurde er von Torsten Ziegner abgelöst.

### VfR Aalen
Vor dem 24. Spieltag der Drittligasaison 2018/19 übernahm Schmitt das Amt des Cheftrainers beim VfR Aalen. Er folgte auf Argirios Giannikis, unter dem sich die Mannschaft seit Saisonbeginn im Abstiegskampf befand. Die Vertragslaufzeit war auf Juni 2020 datiert und an den Klassenerhalt geknüpft. Im Mai 2019 bestätigte der Verein im Anschluss an den feststehenden Abstieg die Vertragsauflösung zum Saisonende.

### FC Carl Zeiss Jena
Im Oktober 2019 übernahm Schmitt das Amt des Cheftrainers beim seit dem 3. Spieltag auf dem letzten Platz stehenden FC Carl Zeiss Jena als Nachfolger von Lukas Kwasniok. Er unterschrieb einen Vertrag bis zum Ende der Drittligasaison 2019/20. Bereits im Februar 2020 gab der FC Carl Zeiss Jena die Freistellung von Schmitt bekannt.

### SV Meppen
Nach über einem Jahr ohne Anstellung unterschrieb der Sachse vor dem 33. Spieltag der Drittligasaison 2020/21 einen bis Juni 2022 gültigen Vertrag beim SV Meppen. Schmitt übernahm die Übungsleitung der ersten Mannschaft, die mit drei Zählern Vorsprung auf den ersten Abstiegsplatz auf Rang 15 stand, vom Interimstrainer Mario Neumann. Im März 2022 verlängerte er seinen Vertrag um ein weiteres Jahr, wurde dann aber am 23. Mai 2022 nach der 0:1-Finalniederlage im niedersächsischen Pokal beim Regionalligisten BSV Rehden und zuletzt enttäuschender Leistungen entlassen.

### FSV Zwickau
Zur Saison 2023/24 übernahm er das Traineramt beim gerade in die Regionalliga Nordost abgestiegenen FSV Zwickau.

## Geschäftliche Aktivitäten
Seit 1990 war Rico Schmitt als Geschäftsführer der Citysirs GmbH tätig, hatte in dieser Funktion Anteil an der Entwicklung des Vereinslogos beim Chemnitzer FC. Zwischen 1990 und 2005 betätigte sich Rico Schmitt aktiv bei der Organisation und Durchführung von verschiedenen Veranstaltungen wie dem Benefizspiel des FC Bayern München in Chemnitz, Konzerte der Band „De Randfichten“, Beachsoccer-Cup 1997 bis 2005 und Chemnitzer Modespektakel. Beim Altchemnitzer BSC und beim VfB Chemnitz war er aktiv in die Vereinsführung eingebunden vom Marketingkonzept bis zum Aufbau einer funktionierenden Nachwuchsabteilung.

## Privatleben
Schmitt lebt mit seiner Frau und einer Tochter in Chemnitz.

## Erfolge
Rico Schmitt kann Mannschaften sowohl im Aufstiegs- als auch im Abstiegskampf betreuen. Unter seiner Regie als Cheftrainer gelangen den in seiner Verantwortung stehenden Vereinen sechs Aufstiege, eine Meisterschaft mit knappem Scheitern in der Relegation, sowie drei knappe Klassenerhalte.
Der Fußballlehrer erwies sich darüber hinaus bereits mehrfach als Pokal-Spezialist. Mit Regionalligist Kickers Offenbach gelangen Rico Schmitt Siege gegen den damaligen Bundesligisten FC Ingolstadt 04 oder gegen Zweitligist Karlsruher SC, erst gegen Borussia Mönchengladbach kam 2015 das Aus. Der Hallesche FC setzte sich unter seiner Federführung 2016 in der ersten Pokalrunde gegen den höherklassigen 1. FC Kaiserslautern durch.
- 2007: Einzug ins Pokalfinale Sachsen mit Erzgebirge Aue II
- 2008: Aufstieg in die NOFV-Oberliga-Süd mit Aue II
- 2010: Einzug in Pokalfinale Sachsen gegen Chemnitzer FC
- 2009/2010: Aufstieg in die 2. Bundesliga mit dem FC Erzgebirge Aue
- 2010/2011: Platz 5 in der 2. Bundesliga mit dem FC Erzgebirge, Vereinsrekord
- 2014: Pokalsieger Hessen gegen Darmstadt 98
- 2014/2015: Meister der Regionalliga Südwest mit Kickers Offenbach
- 2016: Landespokalsieger Sachsen-Anhalt, Finalsieg gegen Magdeburg
- 2021: Niedersachsenpokalsieger mit dem SV Meppen